# Линейни кораби тип „Ерзац Монарх“
Ерзац Монарх (на немски: Ersatz Monarch) са планирана за построяване серия австро-унгарски линейни кораби от времето на Първата световна война. Нито един кораб не е заложен на стапела.

## История на проектирането
Изначално идеята за създаването на още една група дредноути за австро-унгарския флот е поднесена не от военноморските кръгове на страната, а от завода на „Шкода“ в Пилзен, който е главният производител на артилерия за ВМС. След завършване на производството на всички оръдейни кули за четирите линкора от типа „Вирибус Унитис“, представители на завода предлагат създаването на 345-мм дву- и триоръдейни кули, мотивирайки се с необходимостта да се поддържат навиците в производството на високотехнологични артилерийски системи. Военноморския отдел на Военното министерство отклонява първоначалните проекти на фирмата поради ред дребни недостатъци. Заедно с това, с цел да се противодейства на растящото влияние на „Шкода“, военноморските кръгове, на 3 юни 1911 г., представят своите технически условия за дредноутите от новото поколение. Съгласно първоначалните условия, водоизместимостта на бъдещите линкори се ограничава поради възможностите на плаващ док №1, способен да приема кораби с водоизместимост не повече от 23 800 тона. Артилерията на главния калибър трябва да е представена от 10 оръдия с калибър 305 ми в проекта „A“ и от 10 оръдия с калибър 345 мм в проекта „B“. Към декември 1911 г. Морския Технически Комитет предлага своите проекти според условията „A“ и „B“. Скоро, обаче, се изяснява, че и двата проекта надхвърлят рамките на максималната водоизместимост и за това са преработени с орязване на квартердека.
През декември 1911 г. представителите на частните фирми отново решават да покажат своето превъзходство и представят не по-малко от 26 проекта за новите линейни кораби. Свои варианти представят фирмите Danubius, CTT, CNT и военноморския инженер Силвиус Морин. Но главният корабостроител на флота Питцингер отново не желае да се предаде, и всички проекти са отклонени. Междувременно разработката на новото артилерийско оръдие от фирмата „Шкода“ води до увеличаването на калибъра на оръдията от 345 до 350 мм, при това една от причините за това става възможната унификация с германския калибър 350 мм, който се планира за приемане на въоръжение при линейните крайцери от типа „Макензен“.
През януари 1912 г. Морския Технически Комитет представя поредния проект, с 10 350-мм оръдия на главния калибър в две триоръдейни и две двуоръдейни кули, разположени линейно-терасовидно по краищата на кораба. Водоизместимостта му съставлява 24 500 тона. Обаче инженерите разбират, че проектът ще се окаже явно небалансиран без увеличаване на водоизместимостта, което намира отражение в последващите проекти. Отначало то нараства до 29 600 тона (12 350-мм оръдия), а след това и до 32 000 тона (13 350-мм оръдия). Но, в края на краищата, е приет вариантът с водоизместимост 24 500 тона и с въоръжение от 10 350-мм и 15 150-мм оръдия.
Промишлените предприятия – строители на корабите и производителите на оборудването за тях, както и в случая със строителството на предшестващия тип „Вирибус Унитис“, си имат собствени интереси: за тях е необходимо да получат поръчките. При това те желаят, също, както и в случая с предшестващия тип, да започнат строителството преди отпускането на бюджетните средства, на кредит. Това е възпрепятствано от унгарското министерство на финансите. В крайна сметка 4 кораба е решено да се строят според програмата за бюджет на 1914 – 1915 г. В края на юни 1914 г. предприятията STT и Danubius получават поръчките за строителството на първите две единици от серията, които получават номерата VIII и IX съответно. Започването на световната война, обаче, води до отлагане на залагането им, което, в крайна сметка, така и не се случва.

## Представители[5]
| Название      | Корабостроителница                     | Планирана дата на залагане | Предполагаща се дата на приемане във флота | Съдба        |
| ------------- | -------------------------------------- | -------------------------- | ------------------------------------------ | ------------ |
| „Линкор VIII“ | Stabilimento Tecnico Triestino, Триест | 1 юли 1914 г.              | 30 юни 1917 г.                             | Не е заложен |
| „Линкор IX“   | Ganz&co Danubius, Фиуме                | 1 януари 1915 г.           | 31 декември 1917 г.                        | Не е заложен |
| „Линкор X“    | STT, Триест                            | 1 юни 1916 г.              | 31 май 1919 г.                             | Не е заложен |
| „Линкор XI“   | Ganz&co Danubius, Фиуме                | 1 юни 1916 г.              | 31 май 1919 г.                             | Не е заложен |